# Kjell Varenblad
Kjell Arne Varenblad, född 30 januari 1935, död 25 mars 2022, var en svensk fackföreningsledare som var förbundsordförande för Svenska Livsmedelsarbetareförbundet (Livs) mellan 1991 och 1996.
Han har en bakgrund med att arbeta inom slakteri och charkvaror och senare som förbundsombudsman för Livs.